# Alexandre Defaux
Alexandre Defaux (Bercy, 1826 – París, 1900) va ser un pintor francès, especialitzat en la pintura de  paisatges i l'animalística. Va estudiar amb Jean-Baptiste Camille Corot, i com ell se l'ha inscrit a l'Escola de Barbizon, notant-se en ell la influència d'altres membres de l'escola, com Théodore Rousseau i Narcisse Díaz de la Peña.
Després de la seva primera contribució al Saló de París en 1859, va exposar allí regularment fins a la seva mort. El seu Forêt de Fontainebleau, presentat fora de concurs al Saló de 1880, va ser adquirit per l'Estat. En 1881 va rebre la Legió d'Honor; i en 1900 la medalla d'or de l'Exposició Universal. Va tenir per alumne a Charles Edouard Frère (1837 - 1894), fill de Pierre Edouard Frère (1819 - 1886), el fundador de l'Escola d'Ecouen.

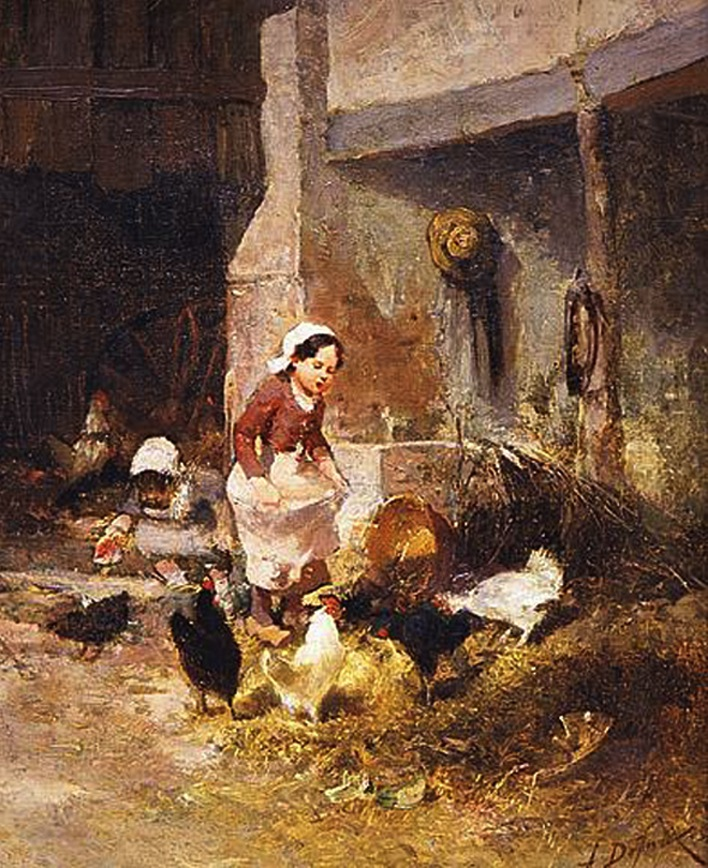
L'hora del gra.
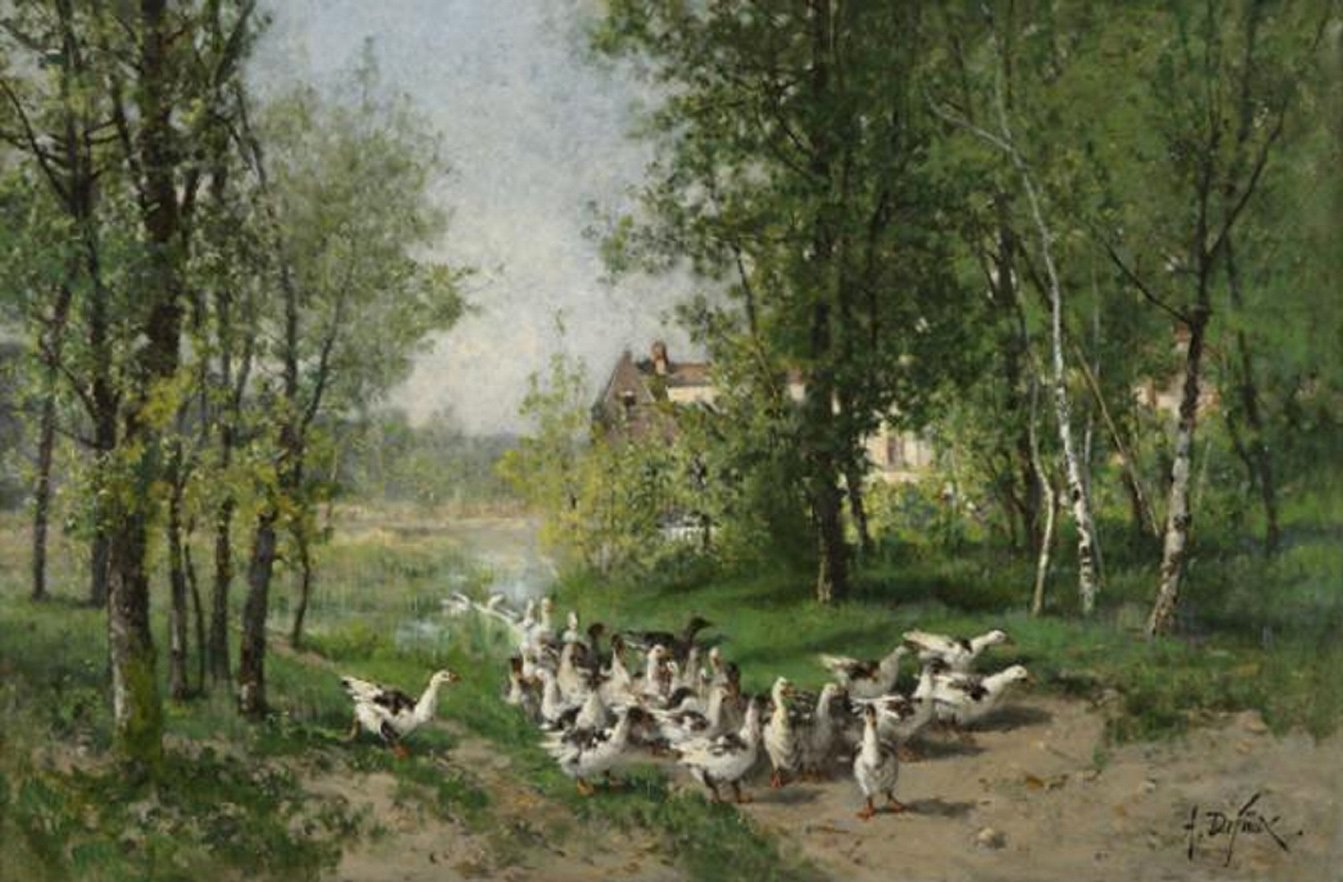
Ramat d'oques.
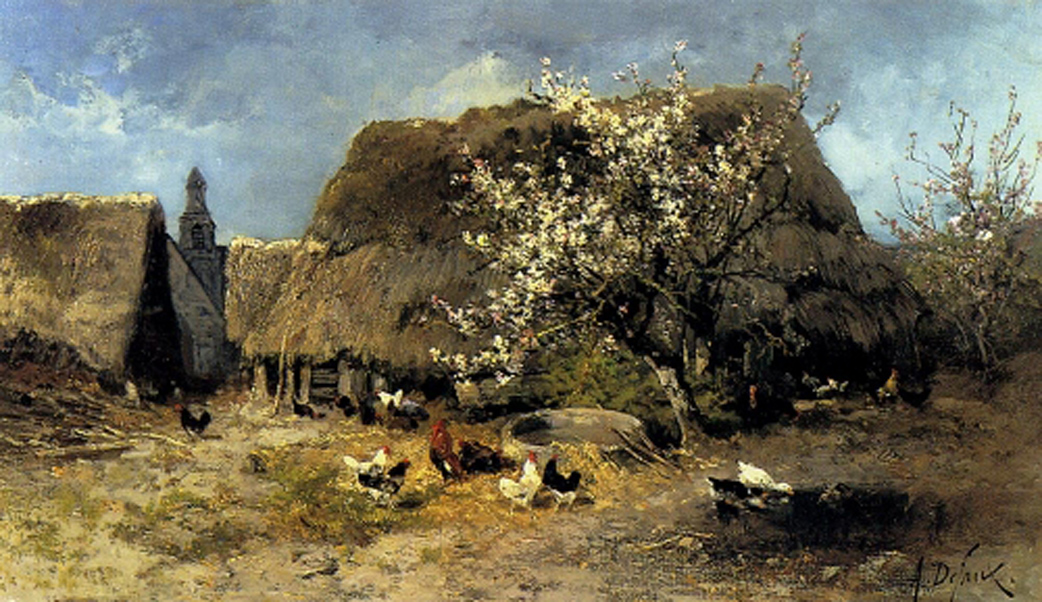
Paisatge.
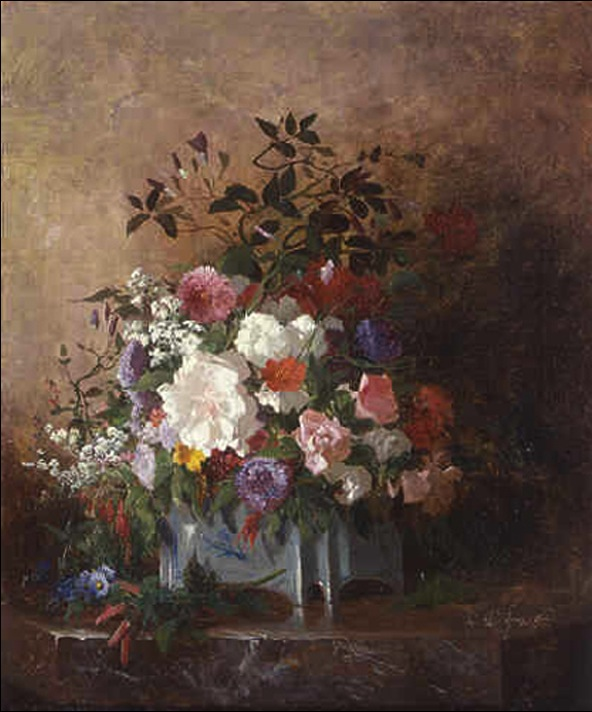
Ram de flors.
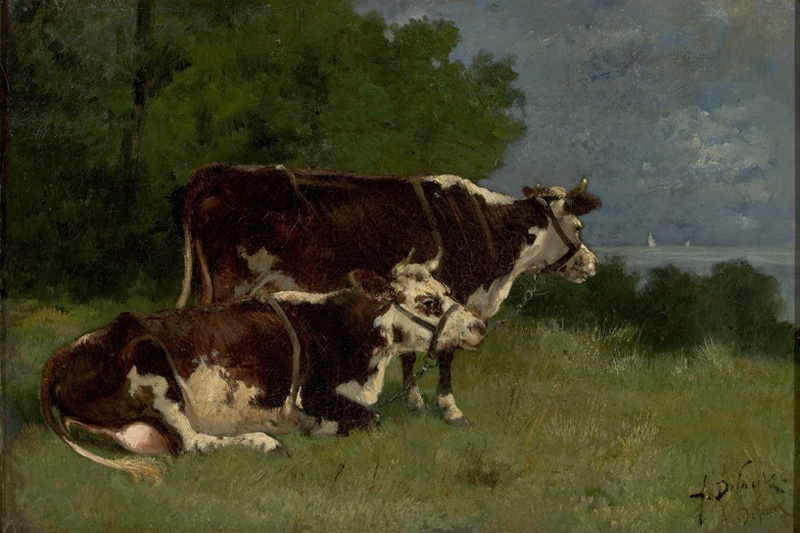
Dues vaques.

## Obres
- Brassée de fleurs dans uneix jardinière
- Els Cerisiers en fleurs en Normandie
- Country Landscape with Flowering Trees
- Feeding Time
- In the Shelter of the Stack
- Intérieur de Paris. Barricade de 1830
- Normandy Farm House
- Paysage en Normandie
- Poules pres d'un puits